# Girl Picture
Pour plus de détails, voir Fiche technique et Distribution.
Girl Picture (Tytöt tytöt tytöt) est un film dramatique finlandais réalisé par Alli Haapasalo et sorti en 2022. 
Le film parle de trois filles, de leurs sentiments et de leurs premiers amours.

## Fiche technique
- Titre original :  Tytöt tytöt tytöt
- Titre français :  Girl Picture
- Réalisation : Alli Haapasalo
- Scénario : Ilona Ahti, Daniela Hakulinen
- Photographie : Jarmo Kiuru
- Montage : Samu Heikkilä
- Musique :
- Production :
- Sociétés de production :
- Pays de production : Finlande
- Langue originale : finnois
- Format : couleur
- Genre : drame
- Durée : 100 minutes
- Dates de sortie[2] :
  - États-Unis : 24 janvier 2022 (Sundance Film Festival)

## Distribution
- Aamu Milonoff : Mimmi
- Eleonoora Kauhanen : Reetta Rönkkö
- Linnea Leino : Emma
- Sonya Lindfors : Tarja
- Cécile Orblin : Karoliina

## Récompenses et distinctions
Le film remporte le prix du public au Sundance Film Festival. Tytöt tytöt tytöt est le premier long métrage de fiction finlandais sélectionné en compétition à Sundance. Le film est également sélectionné pour la compétition Generation 14plus au Festival du Film de Berlin.
L'Association finlandaise des dramaturges et scénaristes a décerné le prix Sylvi au scénario du film. En outre, les membres de Suomen Näytelmakirjailijat et Käshikirjoitjat ry ont élu les scénaristes du film Ilona Ahdi et Daniela Hakulinen comme récipiendaires du tout premier prix du scénariste de l'année. Le jury finlandais des Oscars a choisi le film comme candidat finlandais à l'Oscar du meilleur film international. Cependant, il n’a pas été retenu parmi les quinze candidats inscrits sur la liste de qualification .
Le film a reçu huit nominations aux prix Jussi, en remportant quatre, ceux des meilleur film, réalisateur, scénario et montage. De plus, Linnea Leino a remporté le prix Jussi « Une étoile sur grand écran » (Valkokankaan valopilkku) pour ses rôles dans les films Tytöt työts tytös, Napapiirin sankarit 4 et Punttikomedia.
- (en) Girl picture: Awards, sur l'Internet Movie Database